# Teatro Timbre
O Teatro Timbre terá sido possivelmente um teatro de sala, situado na rua do Arco a São Mamede, nas imediações do palácio dos Duques de Palmela, ao Rato.  A sua existência remonta à década de 1840, frequentado por literatos, entre eles Almeida Garrett, que se constituíam como sociedade de "curiosos dramáticos", designação dos grupos de atores amadores desde o século XVIII. Neste teatro, cuja estrutura deveria seguir o padrão dos teatros particulares de sala, representou o aprendiz de tipógrafo Francisco Alves da Silva Taborda, antes de se profissionalizar, no Teatro do Ginásio, no espetáculo de estreia do teatro, em 1846.